# 1972 en science
| Années de la science : 1969 - 1970 - 1971 - 1972 - 1973 - 1974 - 1975    |
| Décennies de la science : 1940 - 1950 - 1960 - 1970 - 1980 - 1990 - 2000 |

Cet article présente les faits marquants de l'année 1972 en science.

## Évènements
- 8 février, Ethnologie : ouverture du Musée national des arts et traditions populaires de Georges-Henri Rivière à Paris[1].

- Mars : Ray Tomlinson invente le courrier électronique ou courriel[2].

- Automne : les informaticiens Alain Colmerauer et Philippe Roussel créent à Marseille le langage Prolog[3].
- 24 octobre : démonstration publique réussie d’ARPANET lors de la conférence ICCC (Conférence internationale sur les communications informatiques) à Washington[4].

- Le volcanologue américain Peter Vogt propose que les extinctions massives ont une cause volcanique[5].
- L'université Stanford lance le projet Mycin (en), un des premiers systèmes experts, spécialisé dans le diagnostic des maladies du sang et la prescription de médicaments [6].

### Sciences physiques
- 20 avril : Douglas Osheroff observe une transition BCS dans l'hélium-3 liquide[7].

- Mai : le physicien français Francis Perrin découvre le réacteur nucléaire naturel d'Oklo (Gabon)[8],[9].
- 2 octobre : Douglas Osheroff, David M. Lee et Robert C. Richardson publient un état superfluide pour l'hélium 3, à moins de 3mK[10].

#### Astronautique
- 3 mars : premier lancement d’une sonde (Pioneer 10), vers Jupiter[11].
- 16-27 avril : mission habitée Apollo 16, premier atterrissage lunaire sur les hauts plateaux[12].
- 20 avril : le scanner, mis au point par l'ingénieur britannique Godfrey Newbold Hounsfield, est présenté lors 32e congrès annuel du British Institute of Radiology à l'Imperial College London[13].
- 23 juillet : mise en orbite du premier satellite d’étude des ressources terrestres, Landsat 1[14].

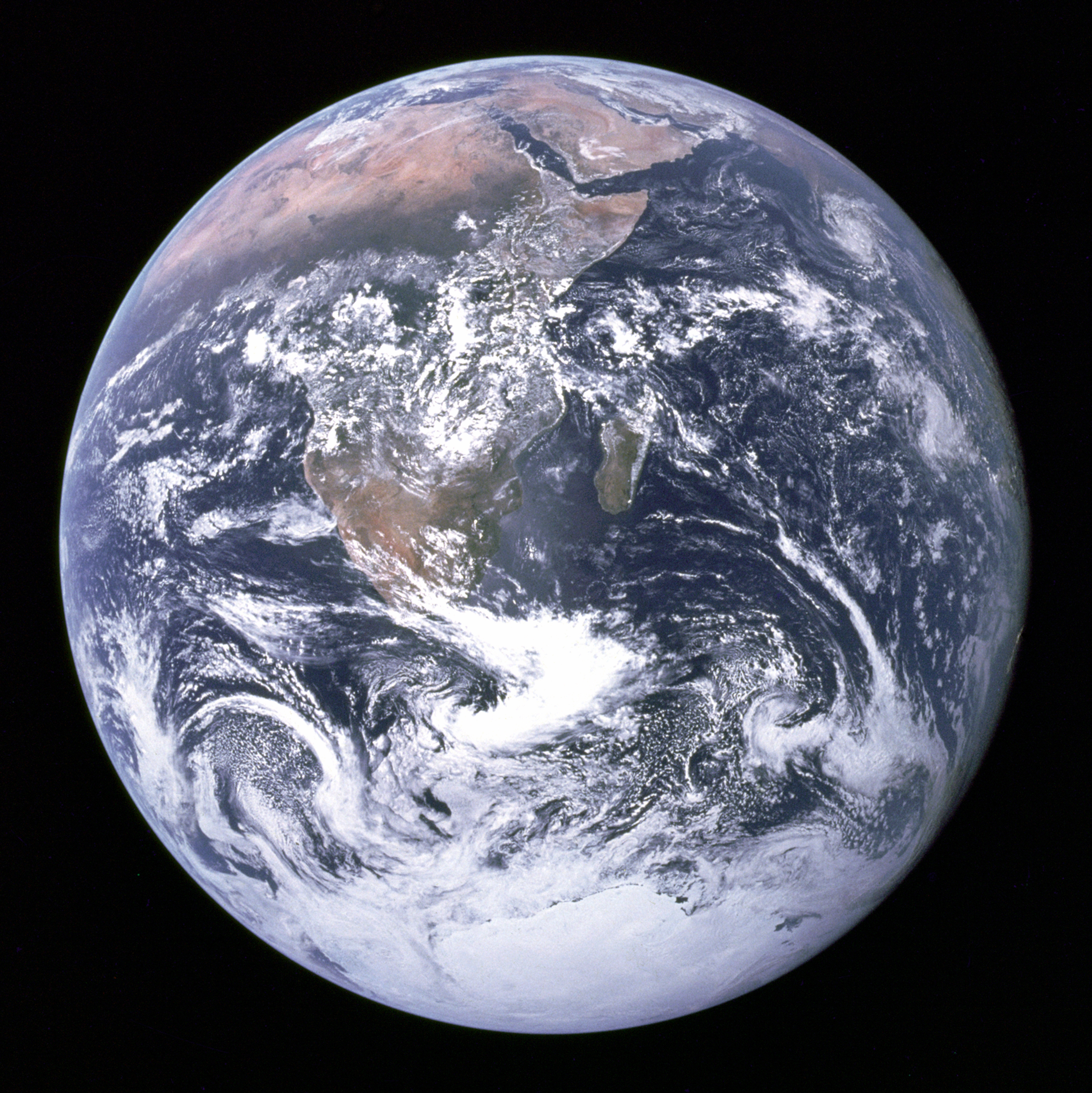
La Terre vue depuis Apollo 17 le 11 décembre 1972

- 7 décembre - 19 décembre : dernière mission lunaire Apollo 17[12].

### Sciences de la vie
- 18 février :  dans un article publié dans Science, Seymour Jonathan Singer (en) et Garth L. Nicolson (en) développent le modèle de la mosaïque fluide, qui traite de la composition de la membrane de toutes les cellules[15].
- 15 juin : William Ruckelshaus annonce l’interdiction du DDT pour toutes les utilisations aux États-Unis[16].
- Octobre : David A. Jackson, Robert H. Symons et Paul Berg publient leur technique de recombinaison de l'ADN [17].

- Niles Eldredge et Stephen Jay Gould publient leur théorie des équilibres ponctués[18]

- Robert Burns Woodward[19] et Albert Eschenmoser[20],[21] réalisent la synthèse totale de la vitamine B12.

## Publications
- Henri Atlan : L'organisation biologique et la théorie de l'information, Hermann, Paris, 1972, (rééd. 1992).
- Dennis Meadows : Halte à la croissance ?, ouvrage qui dénonce la surexploitation des ressources naturelles de la Terre. Il est d'abord accueilli avec scepticisme avant que les chocs pétroliers ne révèlent son acuité.
- Karl Popper : Objective Knowledge: An Evolutionary Approach, 1972, Rev. ed., 1979,  (ISBN 978-0-19-875024-6) (La connaissance objective, traduit de l'anglais par Catherine Bastyns, 1978, Éditions Complexe,  (ISBN 978-2-87027-020-2)

## Prix
- Prix Nobel

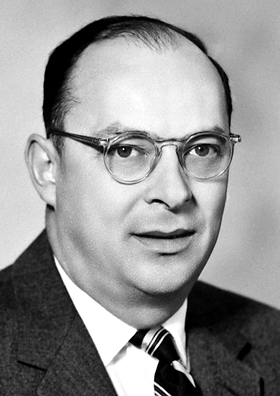
John Bardeen

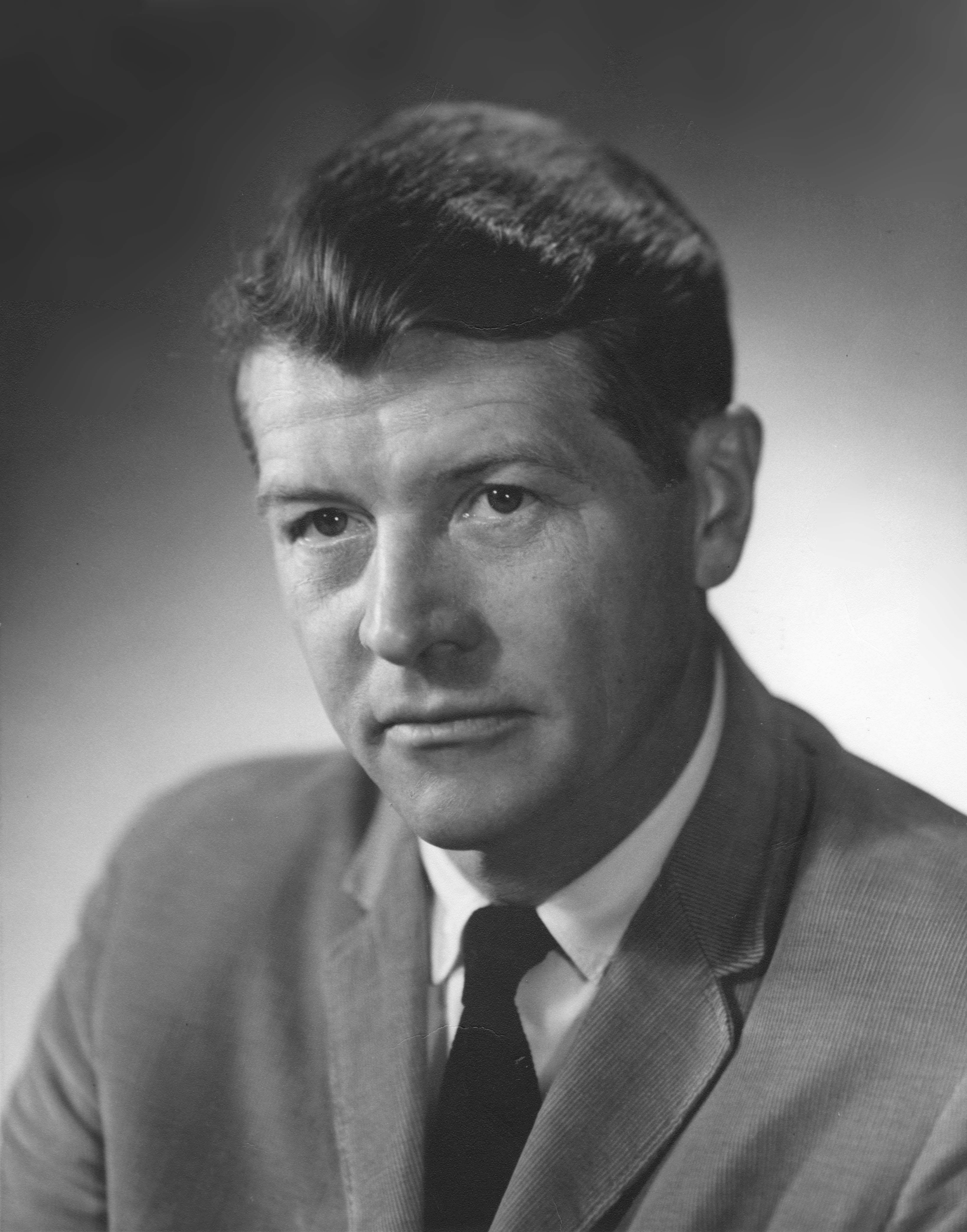
Christian B. Anfinsen en 1969.

  - Physique : John Bardeen, Leon N. Cooper, John Robert Schrieffer
  - Chimie : Christian B. Anfinsen, Stanford Moore, William H. Stein (américains)
  - Physiologie ou médecine : Gerald M. Edelman (Américain), Rodney R. Porter (Britannique)

- Prix Lasker
- Prix Albert-Lasker pour la recherche médicale fondamentale : non attribué
- Prix Albert-Lasker pour la recherche médicale clinique : Min Chiu Li (en), Roy Hertz (de), Denis Burkitt, Joseph H. Burchenal (en), V. Anomah Ngu (en), John L. Ziegler (de), Edmund Klein (en), Emil Frei (en), Emil J. Freireich (en), James F. Holland (en), Donald Pinkel (en), Paul P. Carbone (de), Vincent T. DeVita, Jr. (en), Eugene J. Van Scott (de), Isaac Djerassi (de), C. Gordon Zubrod (en)

- Médailles de la Royal Society
- Médaille Buchanan : Richard Doll
- Médaille Copley : Nevill Mott
- Médaille Darwin : David Lack
- Médaille Davy : Arthur Birch
- Médaille Hughes : Brian David Josephson
- Médaille Leverhulme : John Bertram Adams
- Médaille royale : Wilfrid Bennett Lewis (en), Francis Harry Compton Crick, Derek Barton
- Médaille Rumford : Basil John Mason

- Médailles de la Geological Society of London
- Médaille Lyell : Alec Westley Skempton (en)
- Médaille Murchison : Stephen Robert Nockolds
- Médaille Wollaston : Hans Ramberg

- Prix Jules-Janssen (astronomie) : Donald Harry Sadler
- Prix Turing : Edsger Dijkstra
- Médaille Bruce (Astronomie) : Iossif Chklovski
- Médaille Linnéenne : Arthur Roy Clapham et Alfred Sherwood Romer
- Médaille d'or du CNRS : Jacques Oudin

## Naissances

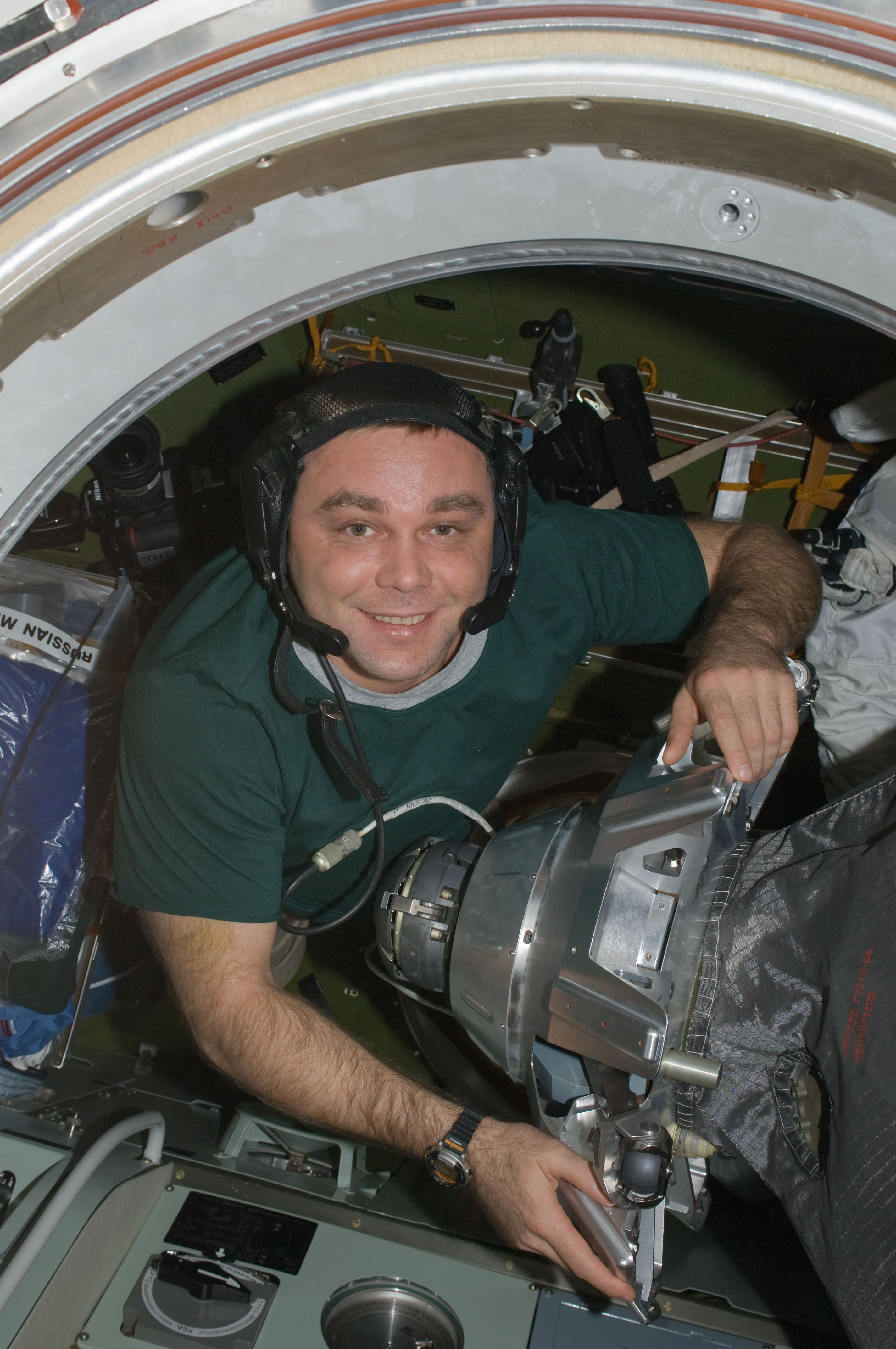
Maxime Souraïev

- 14 février : Jaan Tallinn, programmeur estonien.

- 1er mars : Sonia Garel, immunologiste française.

- 7 avril : Timothy Peake, astronaute britannique.
- 28 avril : Igor Rodnianski, physicien mathématique et mathématicien russo-américain.

- 12 mai : Asad Naqvi, mathématicien et physicien pakistanais.
- 24 mai : Maxime Souraïev, cosmonaute soviétique.
- 31 mai : Sergueï Ivanov, mathématicien russe.

- 8 juin : Boris Floricic (mort en 1998), hacker allemand d'origine croate.
- 14 juin : Matthias Ettrich, informaticien allemand.
- 28 juin : David Hyatt, développeur américain.

- 12 juillet : Sundar Pichai, ingénieur en informatique américain d'origine indienne.
- 27 juillet : Sheikh Muszaphar Shukor, astronaute malaisien.

- 20 août : Elijah Ateka, botaniste ghanéen.
- 23 novembre : Miguel de Icaza, programmeur mexicain.

- Fabrice Bellard, mathématicien et informaticien français.
- Maciej Konacki, astronome polonais.
- Anna Katherina Vivas, astrophysicienne vénézuélienne.

## Décès
- 15 janvier : Leo George Hertlein (né en 1898), paléontologue et malacologiste américain.

- 6 février : Julian Steward (né en 1902), anthropologue américain.
- 20 février : Maria Goeppert-Mayer (née en 1906), physicienne américaine d'origine allemande, prix Nobel de physique en 1963.
- 26 février : Gustave Yvon (né en 1883), ingénieur-opticien français.

- 4 mars : Alexandre Lézine (né en 1906), historien, architecte et archéologue français.
- 28 mars : Hana Meizel (née en 1883), agronome israélienne d'origine russe.

- 1er avril : Henri Pariselle (né en 1885), chimiste français.
- 26 avril : Charles Saumagne (né en 1890), archéologue, avocat et historien français.

- 2 mai : Vsevolod Kletchkovski (né en 1900), agrochimiste soviétique.
- 4 mai : Edward Calvin Kendall (né en 1886), chimiste américain.
- 8 mai : Beatrice Worsley (née en 1921), première informaticienne canadienne.
- 13 juin : Georg von Békésy (né en 1899), biophysicien hongrois naturalisé américain, prix Nobel de physiologie ou médecine en 1961.
- 18 juin : Milton Humason (né en 1891), astronome américain.
- 22 juin : George Dawson Preston (né en 1896), physicien britannique.
- 30 juin : Hervé Budes de Guébriant (né en 1880), ingénieur agronome.

- 12 juillet : Piotr Rehbinder (né en 1898), physicien et chimiste soviétique.
- 31 juillet : Mikhaïl Artamonov (né en 1898), historien et archéologue russe.

- 2 août : Hans Adalbert Schweigart (né en 1900), chimiste et nutritionniste allemand.
- 15 août : Edmond Friedel (né en 1895), géologue français.

- 2 septembre : John Hutchinson (né en 1884), botaniste britannique.
- 19 septembre : Paul Wernert (né en 1889), paléontologue et préhistorien français.
- 20 septembre : Ernst Rothlin (né en 1888), chimiste et pharmacologue suisse.
- 26 septembre : Antonio García y Bellido (né en 1903), archéologue et historien d’art espagnol.

- 1er octobre : Louis Leakey (né en 1903), paléontologue britannique.
- 5 octobre : Ivan Efremov (né en 1908), paléontologue, géologue et écrivain russe.
- 10 octobre : Kenneth Edgeworth (né en 1880), astronome, économiste et ingénieur irlandais.
- 15 octobre : Nirmal Kumar Bose (né en 1901), anthropologue indien.
- 16 octobre : Samuel Francis Boys (né en 1911), chimiste britannique.
- 20 octobre : Harlow Shapley (né en 1885), astrophysicien américain.
- 5 novembre : Erich Maren Schlaikjer (né en 1905), géologue et paléontologue américain.
- 19 novembre : Aliette de Maillé (née en 1896), archéologue française.
- 29 novembre : Henri Lavachery (né en 1885), archéologue belge.

- 8 décembre : Albert Hyman (né en 1893), cardiologue américain.
- 9 décembre : Paul Kirchhoff (né en 1900), philosophe et ethnologue allemand.